# Maria Beatrice d'Este
Maria Beatrice d’Este (Maria Beatrice Ricciarda; 7 aprilie 1750 – 14 noiembrie 1829) a fost moștenitoare a ducatului de Modena și Reggio și suverană de Massa și Carrara din 1790 până în 1797 și din 1816 până la moartea ei în 1829. 

## Biografie
Maria Beatrice s-a născut la Modena, a fost primul născut a doi monarhi, Ercole al III-lea d'Este, Duce de Modena și a Maria Teresa Cybo-Malaspina, Ducesă de Massa. Mariajul părinților ei a fost nefericit și au trăit separat; părinții ei au avut doar doi copii: Maria Beatrice, născută la 7 aprilie 1750 și Rinaldo Francesco, născut la 4 ianuarie 1753. Decesul lui Rinaldo la numi patru luni (5 mai 1753) a transformat-o pe Maria în moștenitoare. Printre strămoșii ei pe linie paternă se includ regele Ludovic al XIII-lea al Franței și Philippe d'Orléans, regent al Franței pentru Ludovic al XV-lea. Strămoșii pe linie maternă erau membri ai Casei de Cybo-Malaspina, o familie nobilă italiană.

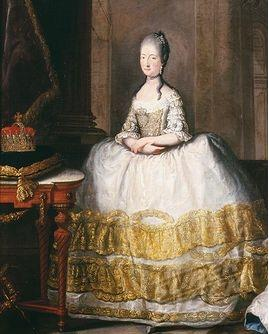
Maria Beatrice de Modena

Ca moștenitoare a patru state (Modena, Reggio, Massa și Carrara), ea era o potențială mireasă căutată. Împărăteasa Maria Tereza a căutat să aranjeze o căsătorie între Maria Beatrice și arhiducele Leopold (viitor împărat al Sfântului Imperiu Roman) însă planul nu s-a materializat. În schimb Maria Beatrice s-a căsătorit cu fratele lui Leopold, arhiducele Ferdinand de Austria, într-o uniune prin care austriecii aveau ca scop să-și extindă influența în Italia.
Cuplul s-a logodit în 1754 însă căsătoria a avut loc în 1771 când o ceremonie la Milano, la 15 octombrie i-a unit oficial. Festivitățile aranjate cu această ocazie au inclus operele Ascanio in Alba de Mozart și Il Ruggiero de Johann Adolph Hasse.
Cuplul s-a mutat între Modena și Milano, unde au locuit la palatul regal. Cum ducatul de Modena nu permitea succesiunea femeilor, drepturile Mariei Beatrice la tronurile de Modena și Reggio au trecut fiului ei după ce tatăl ei a murit. Când mama sa a murit în 1790, Maria Beatrice a succedat-o ca ducesă de Massa și Carrara. După ce francezii au cucerit nordul Italiei, ea și-a petrecut viața în principal în Austria, lăsând conducerea pe mâinile administratorilor.
Prin căsătoria ei, s-a creat Casa de Austria-Este (o ramură a Casei de Habsburg-Lorena), care a condus Modena între 1814 și 1859. După decesul Mariei Beatrice d'Este la Viena în 1829, Massa și Carrara au fost adăugate ducatului de Modena.

### Copii
- Arhiducele Josef Franz (n./d. 1772)
- Maria Theresa, regină a Sardiniei (1773-1832); s-a căsătorit cu Victor Emmanuel I al Sardiniei și au avut copii.
- Arhiducesa Josepha (1775-1777)
- Maria Leopoldina, Electoare de Bavaria (1776-1848); s-a căsătorit prima dată cu Karl Theodore, Elector de Bavaria fără copii. A doua oară s-a căsătorit cu Ludwig Conte de Arco, au avut copii.
- Francisc al IV-lea, Duce de Modena (1779-1846); s-a căsătorit cu Maria Beatrice de Savoia și au avut copii.
- Arhiducele Ferdinand Karl Joseph (1781-1850); a murit celibatar
- Arhiducele Maximilian de Austria–Este (1782-1863); a murit celibatar
- Arhiducesa Maria Antonia (1784-1786)
- Karl, Arhiepiscop de Esztergom (1785-1809); a murit celibatar
- Maria Ludovica, împărăteasă a Austriei (1787-1816); s-a căsătorit cu vărul ei Francisc I al Austriei, nu au avut copii.

1. ↑  IdRef, accesat în 11 mai 2020